# Madrid de los Austrias

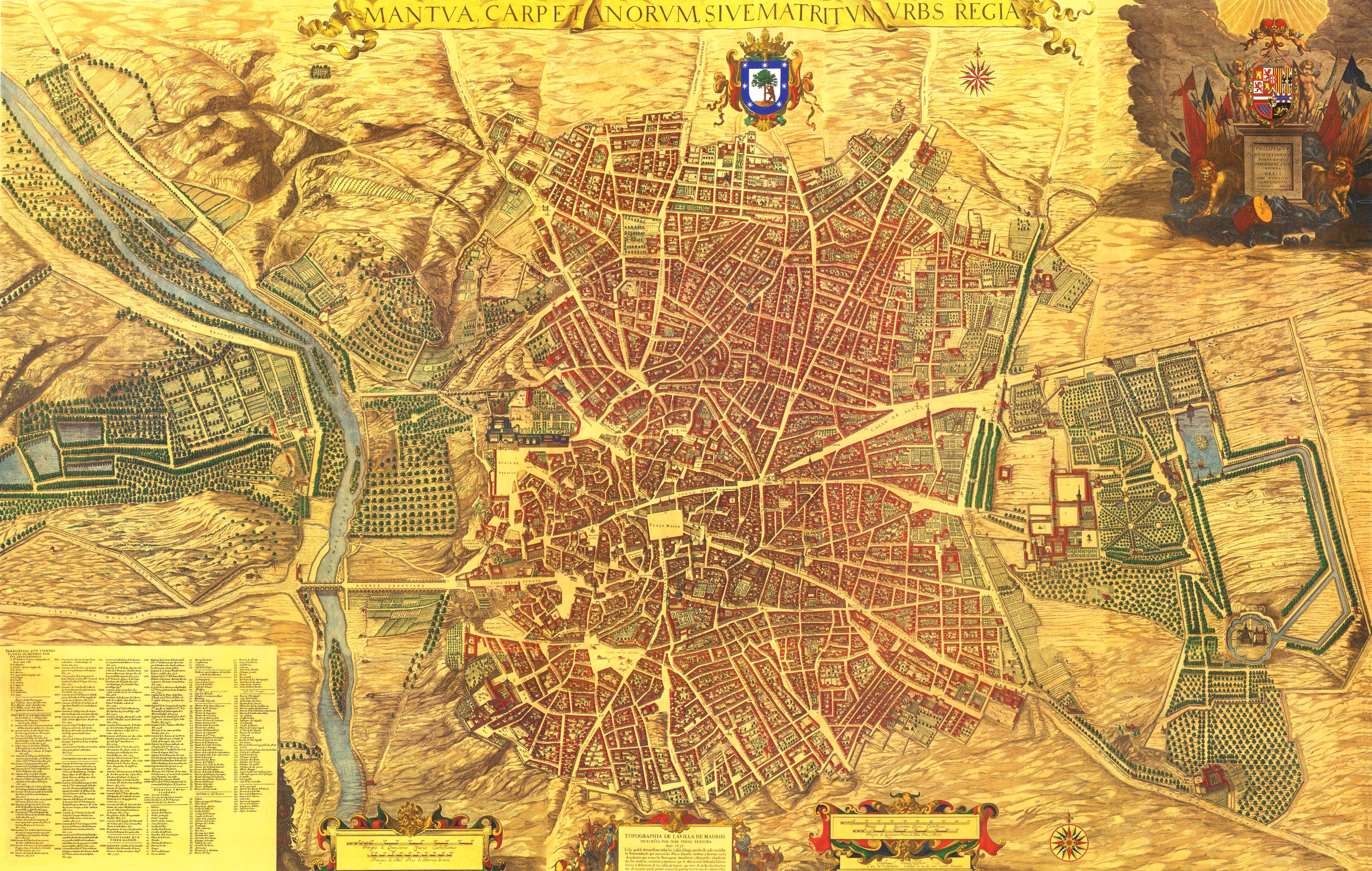
Plan över Madrid, utförd av Pedro Teixeira 1656. Detta år (då var redan Felipe IV:s stadsmur uppförd) fastställdes "Madrid de los Austrias" historiska gränser, och kom att förhindra stadens tillväxt till långt in 1800-talet.

Madrid de los Austrias, även kallat Barrio de los Austrias, är ett stort område inom den spanska huvudstaden Madrid, utan administrativ enhet, motsvarande den medeltida utformningen av staden och den stadsexpansion som initierades av Habsburgdynastin, från regeringstiderna för Karl I (regerade 1516–1556) och, särskilt Filip II, som år 1561 inrättade domstolen i Madrid.
För turismändamål används namnet för att främja de monumentala komplexen i en stor del av de administrativa stadsdelarna "Sol" och "Palacio", som representerar ungefär en fjärdedel av det ovannämnda området. Historiskt sett används uttrycket för att beteckna utvecklingen av staden mellan Karl I:s regeringstid (den förste regenten av Habsburgdynastin) och Karl II (regerade 1665–1700), med vilka den spanska grenen av Habsburgdynastin dog ut. Uttrycket ”gamla Madrid” används också ofta för att beteckna denna del av staden.